# Emmanuel Bourdieu

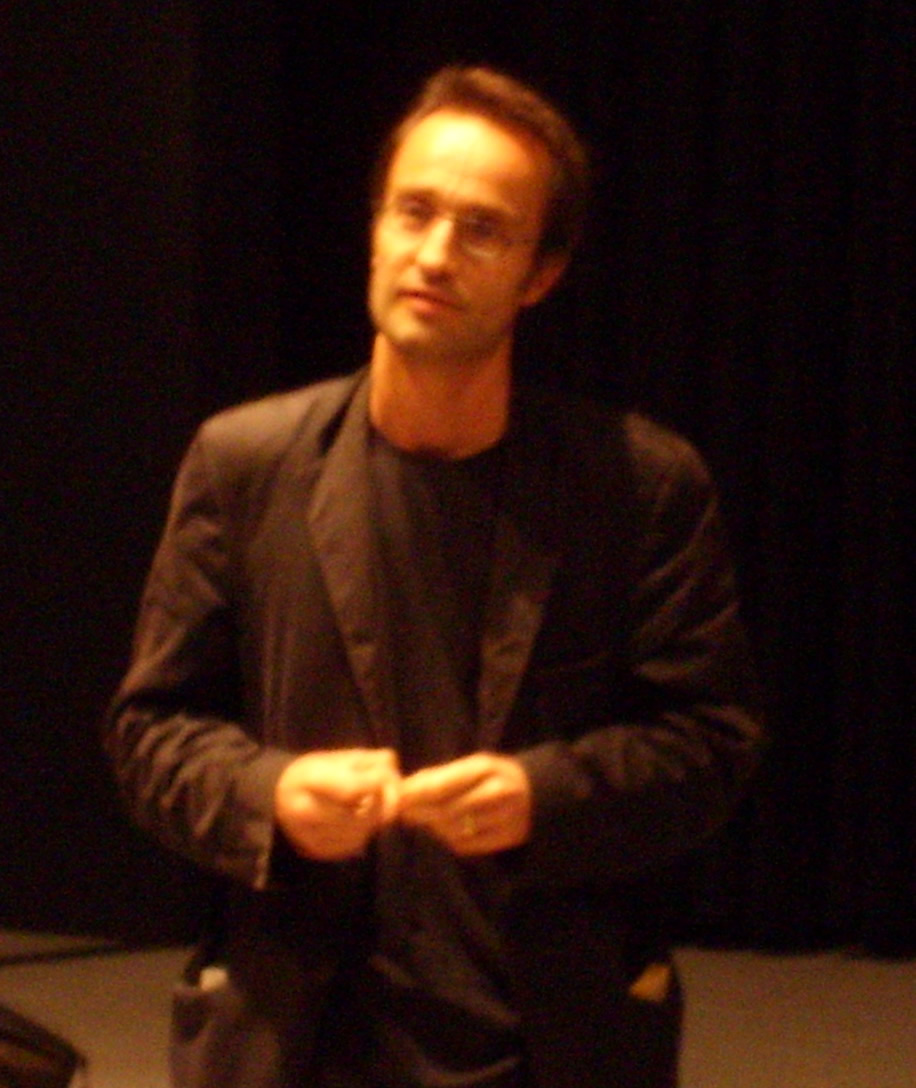
Emmanuel Bourdieu

Emmanuel Bourdieu (* 6. April 1965 in Paris) ist ein französischer Schauspieler und Dramaturg.

## Leben
Der Sohn des Soziologen Pierre Bourdieu und Marie-Claire Brizards arbeitet seit 1996 als Schauspieler und Dramaturg. Noch während seines Studiums der Philosophie in Bordeaux und Paris traf er Jeanne Balibar und Arnaud Desplechin. Zusammen mit diesen und Mathieu Amalric, Emmanuelle Devos sowie Denis und Bruno Podalydès gründete er die Gruppe junger Cineasten mit dem Namen „Rive gauche“.
Emmanuel Bourdieu begann seine Drehbuchkarriere 1998 mit den Theaterstücken Tout mon possible und Je crois, die unter der Regie von Desplechin auf die Bühne kamen.
Für die Arbeit als Drehbuchautor wurde er 2018 in die Academy of Motion Picture Arts and Sciences berufen, die jährlich die Oscars vergibt.

## Filmografie (Auswahl)
- 1996: Ich und meine Liebe (Comment je me suis disputé … (ma vie sexuelle))
- 1999: Die neue Eva (La nouvelle Ève)
- 2000: Bronx-Barbès
- 2000: Esther Kahn
- 2001: Candidature
- 2001: Les trois théâtres
- 2003: Nicht zu verheiraten (Vert paradis)
- 2003: Leo in Männergesellschaft (Léo, en jouant „Dans la compagnie des hommes“)
- 2006: Les amitiés maléfiques
- 2008: Intrusions
- 2008: Ein Weihnachtsmärchen (Un conte de Noël)
- 2017: Der Schmerz (La douleur)
- 2019: Ich verkaufe deine Heimat (La forêt d’argent)